# Tsugumi Sakurai
Tsugumi Sakurai, född 3 september 2001, är en japansk brottare som tävlar i fristil.

## Karriär
Tsugumi Sakurai är trefaldig världsmästare från 2021, 2022 och 2023 i 55- respeltive 57-kiloklassen. Vid olympiska sommarspelen 2024 i Paris tog hon guld i 57 kg-klassen efter att ha besegrat moldaviska Anastasia Nichita i finalen.